# Arco, Idaho
Arco är administrativ huvudort i Butte County i den amerikanska delstaten Idaho med en yta av 2,3 km² och en folkmängd som uppgår till 995 invånare (2010).
Arco hette ursprungligen Root Hog och fick det nuvarande namnet år 1901 efter uppfinnaren Georg von Arco. Den 17 juli 1955 blev Arco den första orten att få sin elektricitet från kärnkraft.